# 4124 Herriot
4124 Herriot este un asteroid din centura principală, descoperit pe 29 septembrie 1986, de Zdeňka Vávrová.